# Beatrixhaven (Maastricht)
Beatrixhaven is een binnenhaven en een bedrijventerrein in het noordoosten van de Nederlandse stad Maastricht. Het is tevens een van de 44 officiële buurten van de gemeente Maastricht. De buurt valt niet geheel samen met het gelijknamige industrieterrein en de binnenhaven: niet alle bedrijven liggen aan de binnenhaven en een klein deel van het bedrijventerrein ligt in Borgharen.

## Ligging en infrastructuur
De buurt ligt in het noordoosten van de gemeente Maastricht, ten noorden van Limmel. Aan de oostkant grenst de buurt aan de spoorlijn Maastricht - Venlo met aan de overzijde van het spoor de buurt Nazareth. In het noorden ligt Meerssenhoven met een aantal landgoederen (onder andere Kasteel Vaeshartelt). Aan de westzijde ligt het Julianakanaal, met aan de overzijde Borgharen en Itteren. De binnenhaven Beatrixhaven staat met dit kanaal in verbinding. Ten zuidwesten van de Beatrixhaven ligt de Sluis Limmel die het Julianakanaal met de Maas verbindt.
De Fregatweg en de Willem Alexanderweg zijn de belangrijkste uitvalswegen richting het zuiden. In het kader van de A2-plannen is een verbindingsweg tussen het bedrijventerrein en het knooppunt Kruisdonk aangelegd, zodat een directe verbinding tussen het industrieterrein en de A2 is ontstaan. Deze nieuwe weg zal de eerdergenoemde uitvalswegen gaan ontlasten. Op het industrieterrein liggen totaal 4,3 kilometer spoorweg, verschillende bedrijven zijn hiermee aangesloten op de spoorlijn Maastricht - Venlo. Eind 2013 is het station Maastricht Noord in gebruik genomen, dat met het naastgelegen P+R-terrein voornamelijk bedoeld is om bezoekers van het centrum op te vangen.

## Geschiedenis

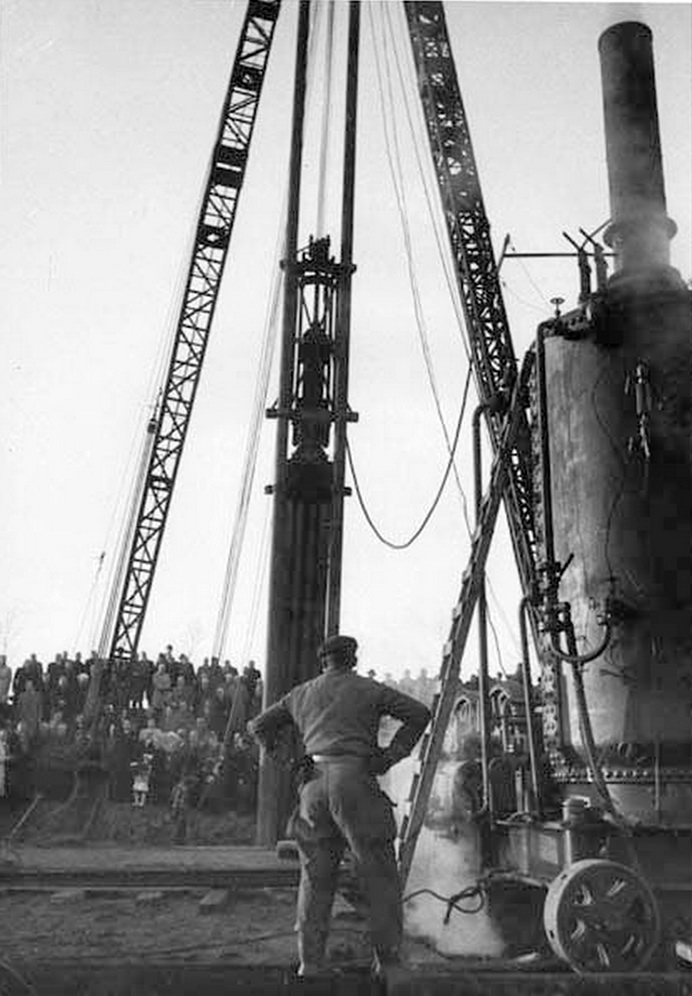
Het heien van de eerste paal

De Beatrixhaven werd vanaf 1949 ontwikkeld. Op 28 januari 1949 werd in aanwezigheid van de Minister van Waterstaat mr. D.G.W. Spitzen de eerste paal geheid.
Rond 2014 werd er gewerkt aan een omvangrijke herstructurering van het industrieterrein. Zo werd de haven uitgediept, werden de laad- en loskades verstevigd en werd bij de Ankerkade een nieuw overslagcentrum voor scheepvaart-, trein- en wegverkeer gebouwd, waarvoor de reeds aanwezige spoorlijn verlengd moest worden. In 2013 werd station Maastricht Noord en een groot P+R-terrein in gebruik genomen. In juli 2014 is de aansluiting met de A2-afrit opgeleverd. In het centrum van het gebied wordt ruimte gemaakt voor zware industrie. De laatste jaren hebben zich met name staalbedrijven in de Beatrixhaven gevestigd.
Naast het nieuwe spoorwegstation, het P+R-terrein en de nieuwe ontsluitingsweg (die de historische Beukenlaan doorsnijdt), is er de laatste jaren meer aandacht van de cultuurhistorische waarden van het gebied. Het bedrijventerrein bevindt zich midden in het Buitengoed Geul & Maas (voorheen Landgoederenzone Maastricht-Meerssen) en is aan alle kanten omgeven door kastelen en landhuizen met restanten van tuinen, bospercelen en hoogstamboomgaarden. De landgoederen waren vroeger met elkaar verbonden door een stelsel van lanen, waarvan de genoemde Beukenlaan een overblijfsel is. Bij de aanleg van de nieuwe ontsluitingsweg is veel moeite gedaan om de kruising met de Beukenlaan op een fraaie manier vorm te geven. Ook is de laan naar het zuiden verlengd tot aan station Maastricht Noord, waar deze via een fietsers- en voetgangerstunnel onder het spoor aansluit op de zogenaamde Groene Loper, een fiets- en wandelroute dwars door Maastricht, die als uitvloeisel van de bouw van de Koning Willem-Alexandertunnel is aangelegd.

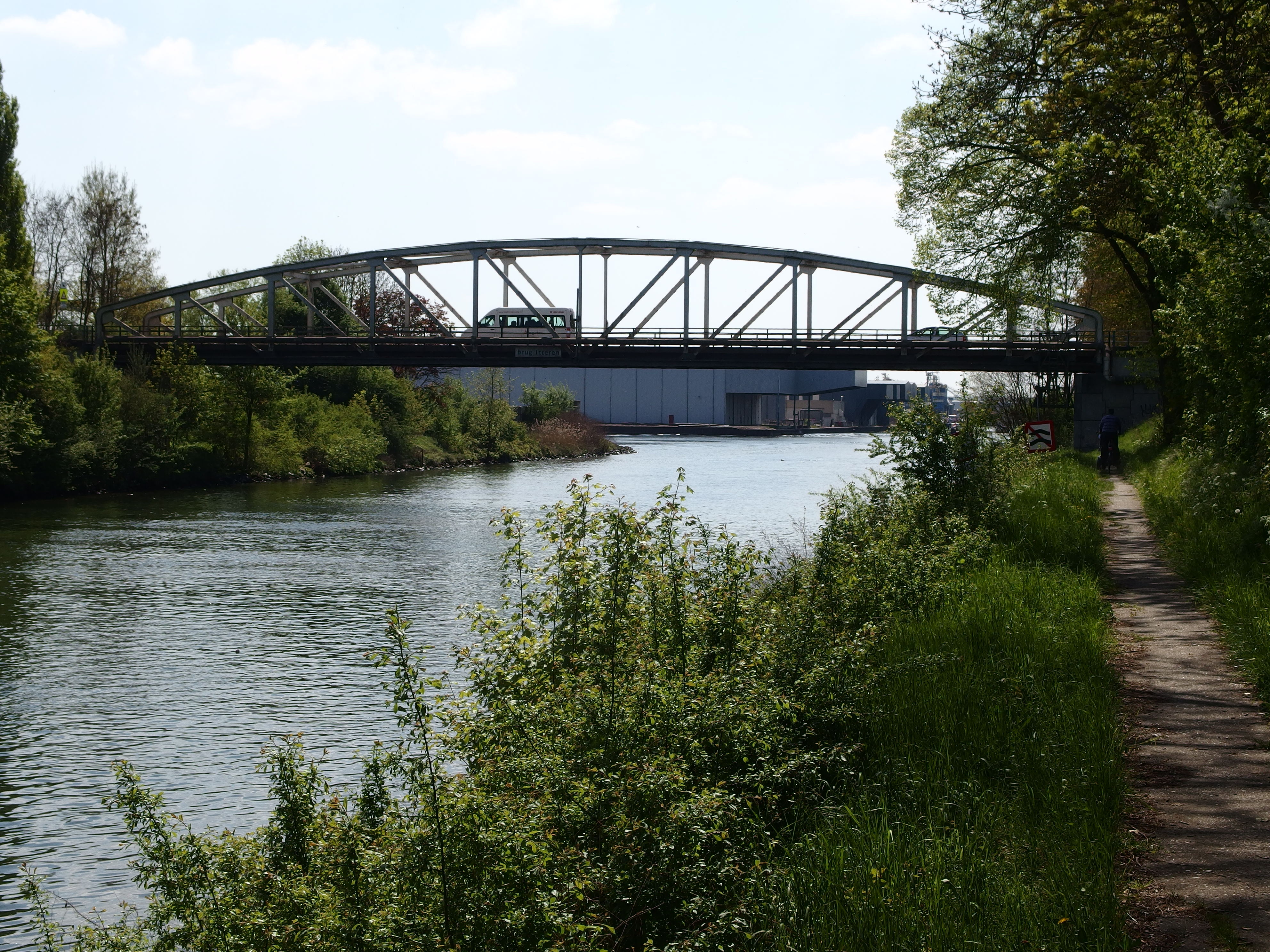
Zicht op Beatrixhaven en de brug bij Itteren
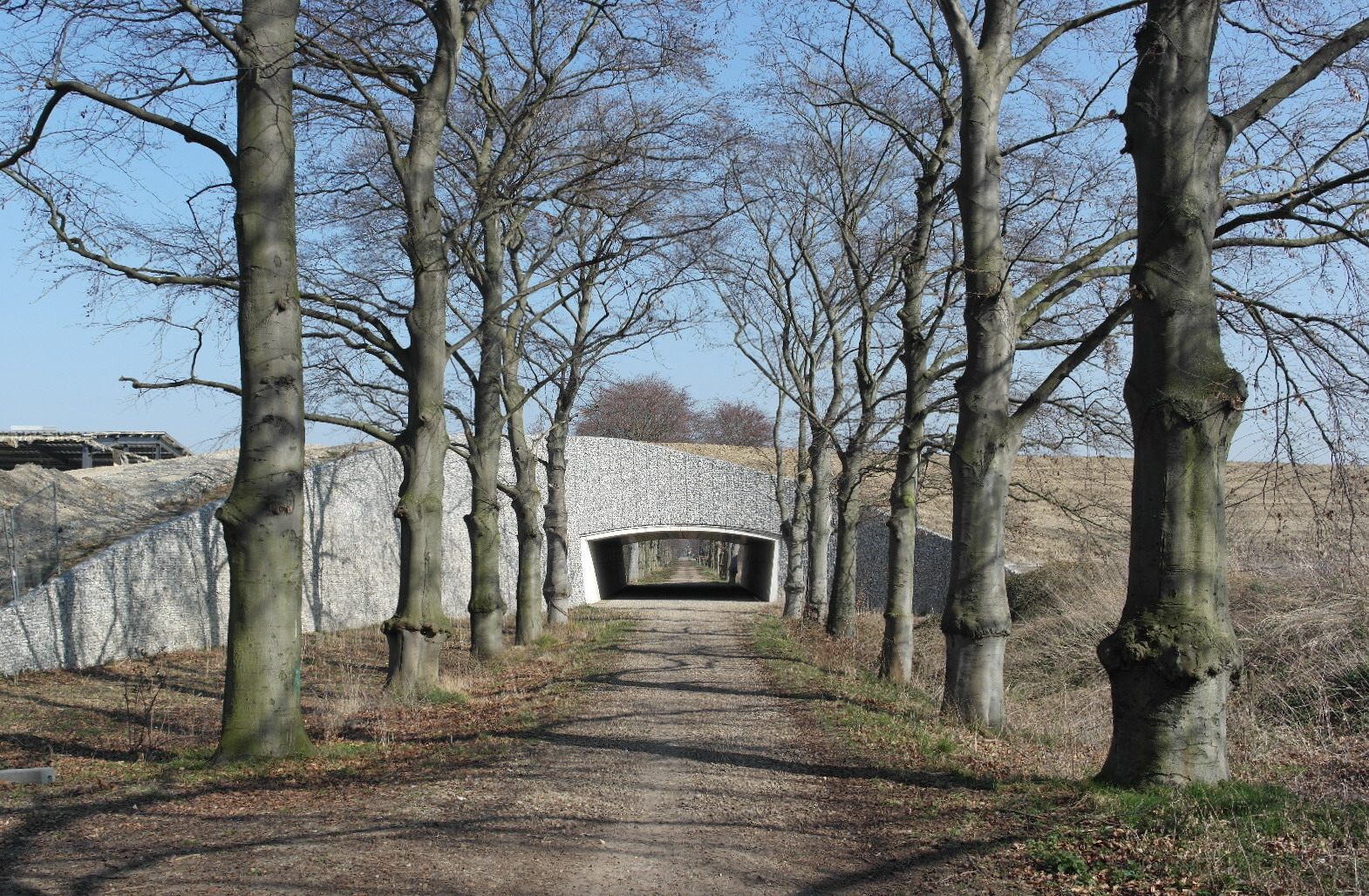
Kruising Beukenlaan- ontsluitingsweg naar de A2
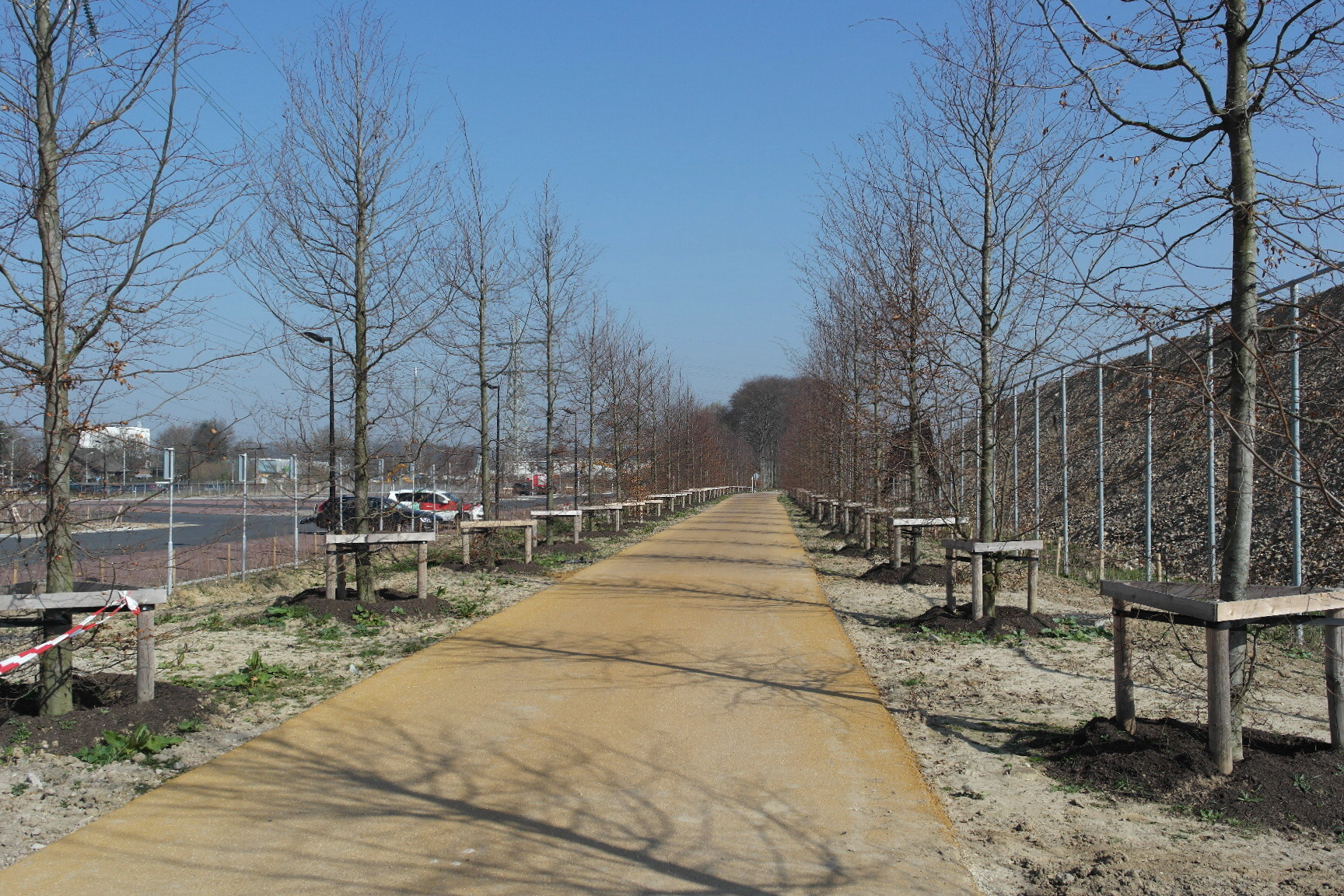
Verlengde Beukenlaan en P+R bij station Maastricht Noord
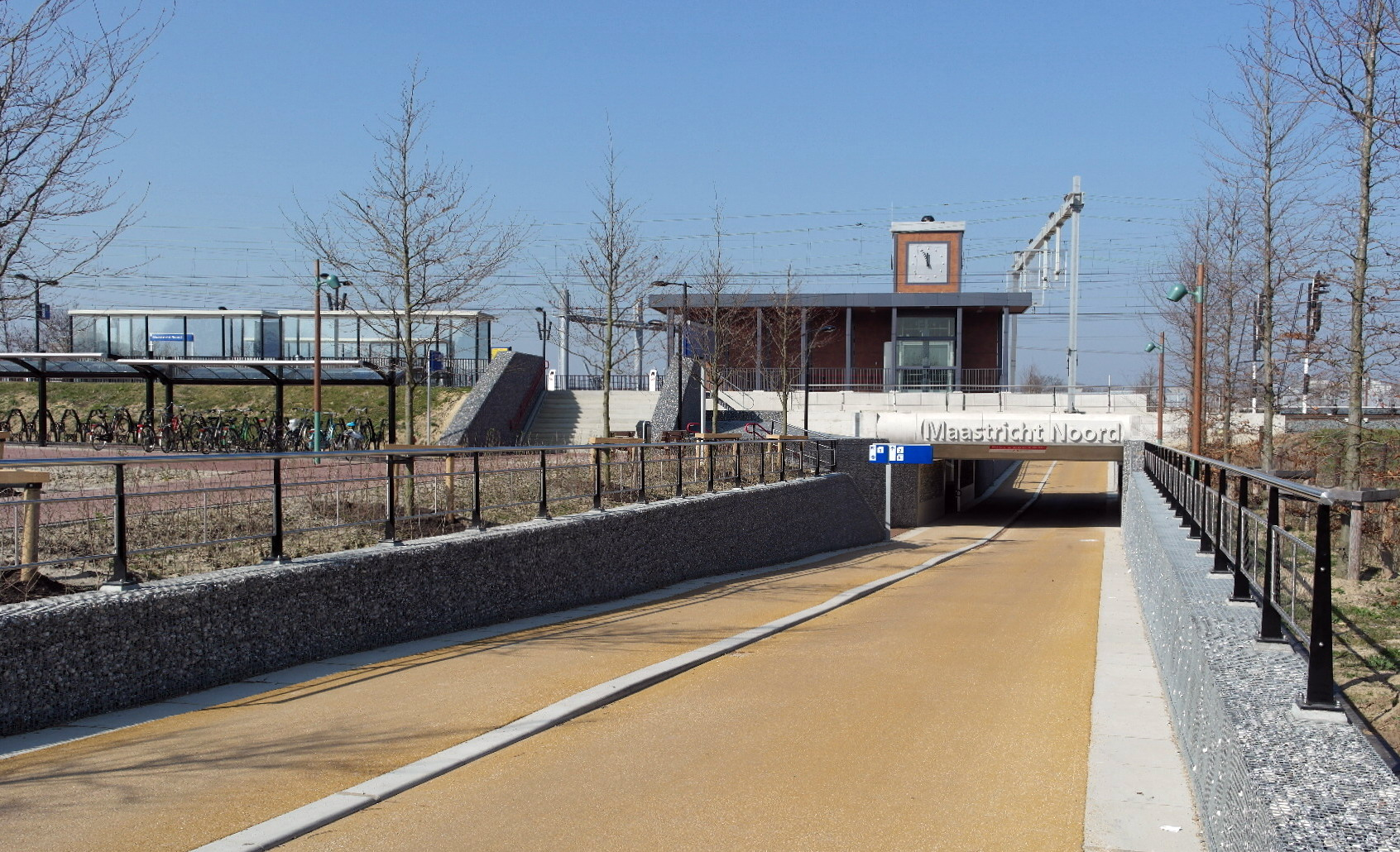
Station Maastricht Noord en fietstunnel

## Functie
De voornaamste functie van het gebied is bedrijventerrein. Met 200 hectare is de Beatrixhaven verreweg het grootste bedrijventerrein van Maastricht. De meeste bedrijven bevinden zich in de nabijheid van de binnenhaven. Er zijn een aantal grotere bedrijven gevestigd, waaronder Mora, Ankersmit (Sibelco) en Corus Maastricht. In de wijk bevinden zich ook een aantal niet-industriële bedrijven en instellingen, zoals autogarages, bouwgroothandels, toeleveranciers, een wasserij, een dierenasiel en een scoutingclub.

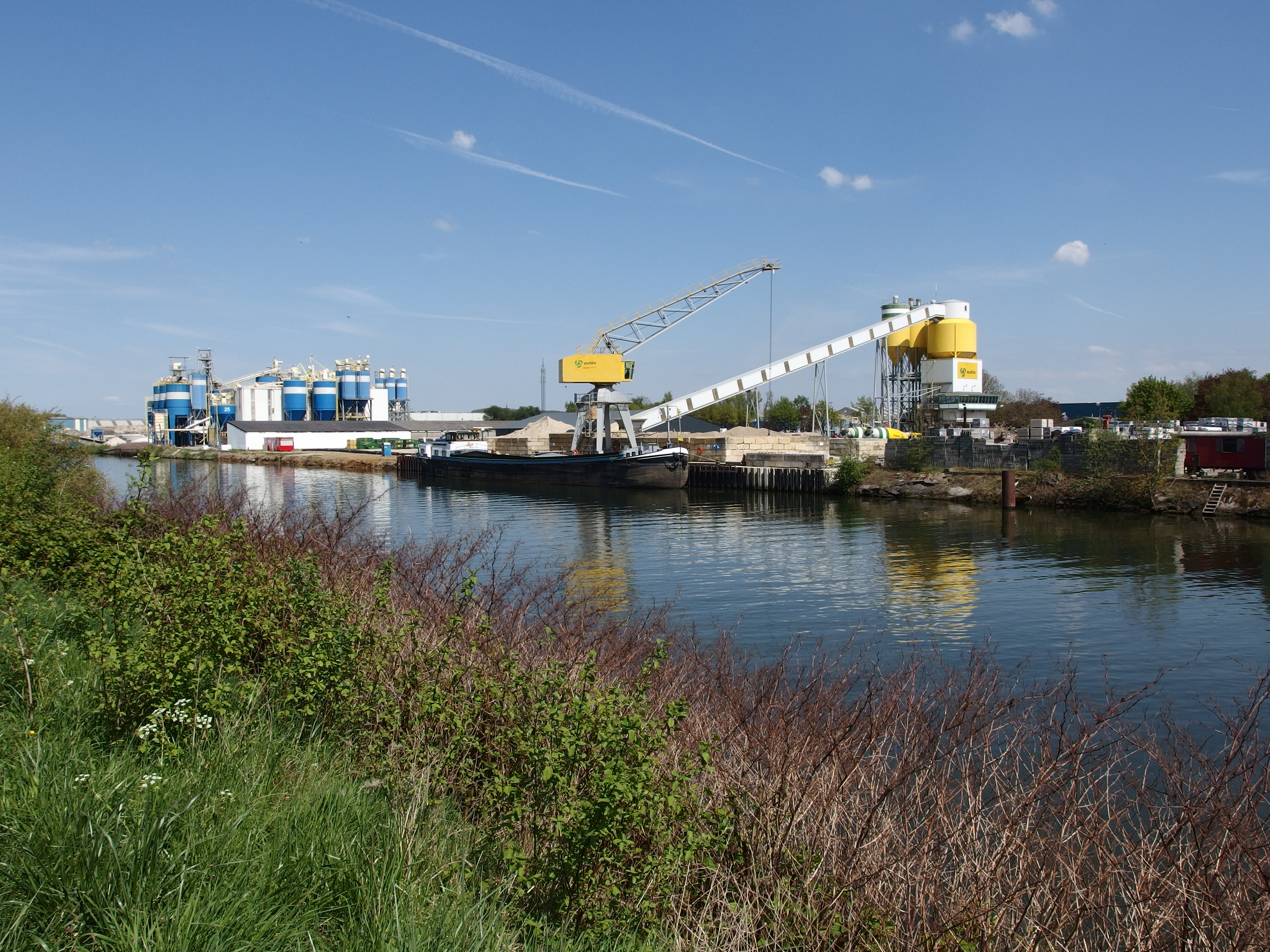
Julianakanaal
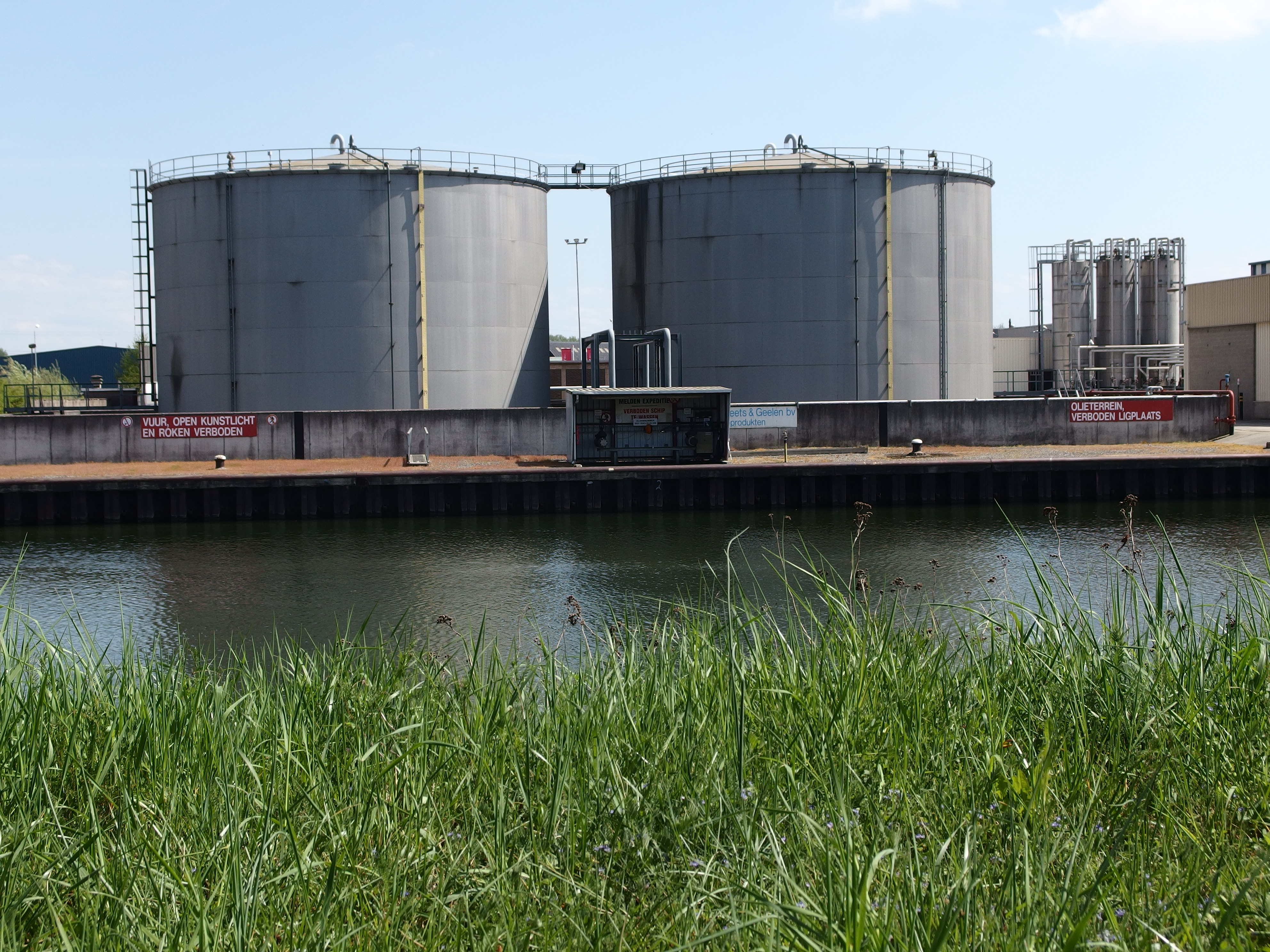
Opslagtanks
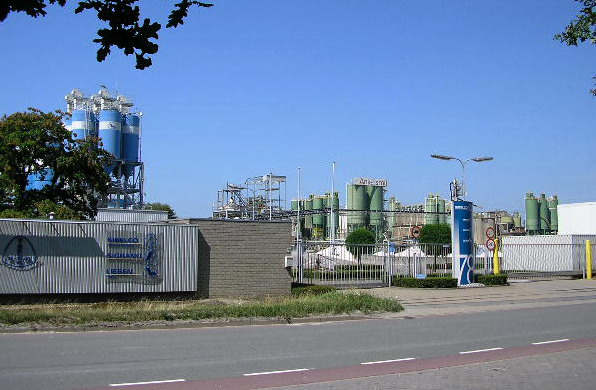
Chemisch bedrijf
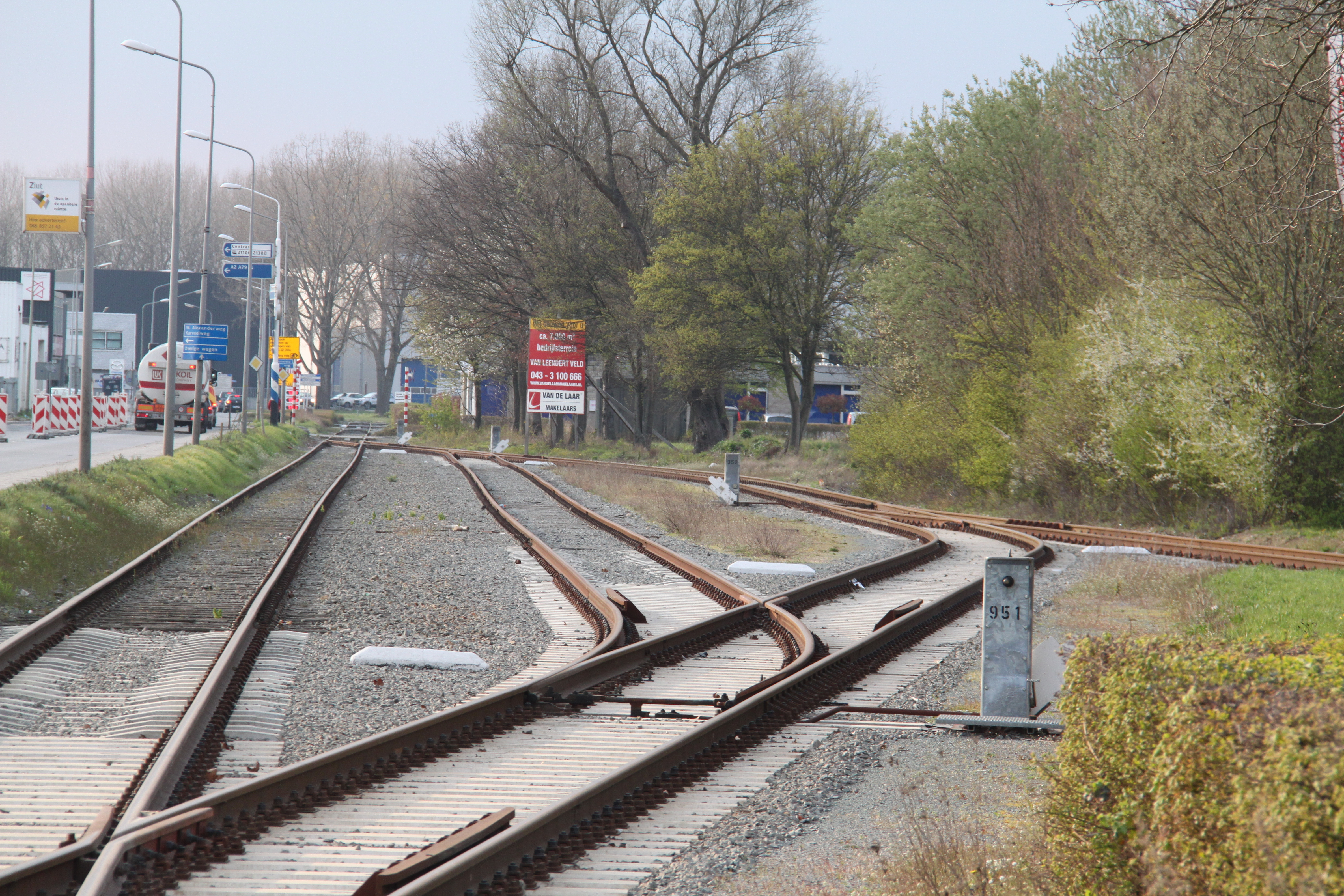
Spoorlijn Galjoenweg